# لوکاس ورا پیریس
لوکاس ورا پیریس (انگلیسی: Lucas Vera Piris؛ زادهٔ ۲ ژانویهٔ ۱۹۹۴) بازیکن فوتبال اهل آرژانتین است.
از باشگاه‌هایی که در آن بازی کرده‌است می‌توان به باشگاه فوتبال لانوس اشاره کرد.
وی همچنین در تیم‌های ملی فوتبال Argentina national under-17 football team بازی کرده‌است.